# Joe Cunningham
Joseph Kendrick Cunningham, detto Joe (Kuttawa, 26 maggio 1982), è un politico statunitense, membro della Camera dei Rappresentanti per lo stato della Carolina del Sud dal 2019 al 2021.

## Biografia
Figlio di un magistrato, Cunningham nacque nel Kentucky e dopo aver frequentato l'università in Florida, divenne ingegnere in una compagnia di Naples che si occupava di ingegneria marittima. Cinque anni dopo perse il lavoro durante la grande recessione e tornò nel Kentucky iscrivendosi alla facoltà di giurisprudenza dell'università locale. Dopo la laurea intraprese la professione di avvocato specializzandosi nel ramo del diritto urbanistico.
Entrato in politica con il Partito Democratico, nel 2018 Cunningham si candidò alla Camera dei Rappresentanti contro il repubblicano in carica Mark Sanford. Quest'ultimo tuttavia venne sconfitto nelle primarie dall'avversaria Katie Arrington, contro la quale Cunningham riuscì a vincere di misura nelle elezioni generali, divenendo deputato. La vittoria di Joe Cunningham rappresentò un evento storico in quanto un democratico non rappresentava il distretto da circa quarant'anni. Si ricandidò nel 2020 ma perse contro la repubblicana Nancy Mace.
Cunningham, democratico di vedute moderate, rifiutò di votare per Nancy Pelosi come Presidente della Camera e destinò il suo voto alla collega dell'Illinois Cheri Bustos.